# Robert Banks
Robert L. Banks (Piedmont (Missouri), 24 de novembro de 1921 — Missouri, 3 de janeiro de 1989) foi um químico estadunidense. Ele frequentou a Universidade do Missouri. Ele ingressou na Phillips Petroleum Company em 1946 e trabalhou lá até se aposentar em 1985. Ele morreu em Missouri em 3 de janeiro de 1989.

## Contribuições técnicas
Ele era um pesquisador químico de J. Paul Hogan. Eles começaram a trabalhar juntos em 1946 e, em 1951, inventaram o "polipropileno cristalino" e o polietileno de alta densidade (HDPE). Esses plásticos eram inicialmente conhecidos pelo nome de Marlex. A polimerização do etileno foi possível graças à descoberta do chamado catalisador Phillips.